# Henri Doyen
Henri Doyen (* 3. Oktober 1905 in Soissons; † 25. Februar 1988 in Soissons) war ein französischer Organist und Komponist.
Doyen studierte am Collège de Conflans. Er war Schüler von Louis Vierne, Charles Tournemire, Joseph Bonnet und Marcel Dupré. Von 1930 bis 1955 war er Organist an der Kathedrale von Soissons. Er komponierte vor allem Orgelwerke. Seine Erinnerungen an seinen Lehrer Louis Vierne veröffentlichte er in dem Buch Mes leçons d’orgues avec Louis Vierne.

## Werke
- Cantilène für Oboe und Orgel
- Cantique à Sainte Anne
- Carillon pascale
- Dor Manor Santez Anna
- Évocations liturgiques
- In Paradisum
- Interludes pour les Vêpres de la Sainte Vierge
- Interludes sur l’Angélus breton
- Messe et Vêpres de la Sainte Vierge für Harmonium
- Noël ancien
- Noël d’Ile de France
- Paraphrase «Ave maris stella»
- Pentecôte
- Pièces für Harmonium
  - Prière
  - Interlude
  - Ite missa est
  - Cortège Pontifical
  - Final
- Postlude pour Pâques
- Prélude et Interlude pour la Vierge
- Prélude pour l’Assomption
- Short Easter Pieces
- Suite Latine
- Sur la «Lauda Sion»
- Vêpres de la Sainte-Vierge
- Verset sur «Envoie te Messies»